# (35066) 1988 SV1
(35066) 1988 SV1 es un asteroide perteneciente al cinturón de asteroides descubierto el 16 de septiembre de 1988 por Schelte John Bus desde el Observatorio Interamericano del Cerro Tololo, La Serena, Chile.

## Designación y nombre
Designado provisionalmente como 1988 SV1.

## Características orbitales
1988 SV1 está situado a una distancia media del Sol de 2,644 ua, pudiendo alejarse hasta 2,776 ua y acercarse hasta 2,512 ua. Su excentricidad es 0,050 y la inclinación orbital 10,42 grados. Emplea 1570,84 días en completar una órbita alrededor del Sol.

## Características físicas
La magnitud absoluta de 1988 SV1 es 14,4. 